# Biserica de lemn din Fedeleșeni

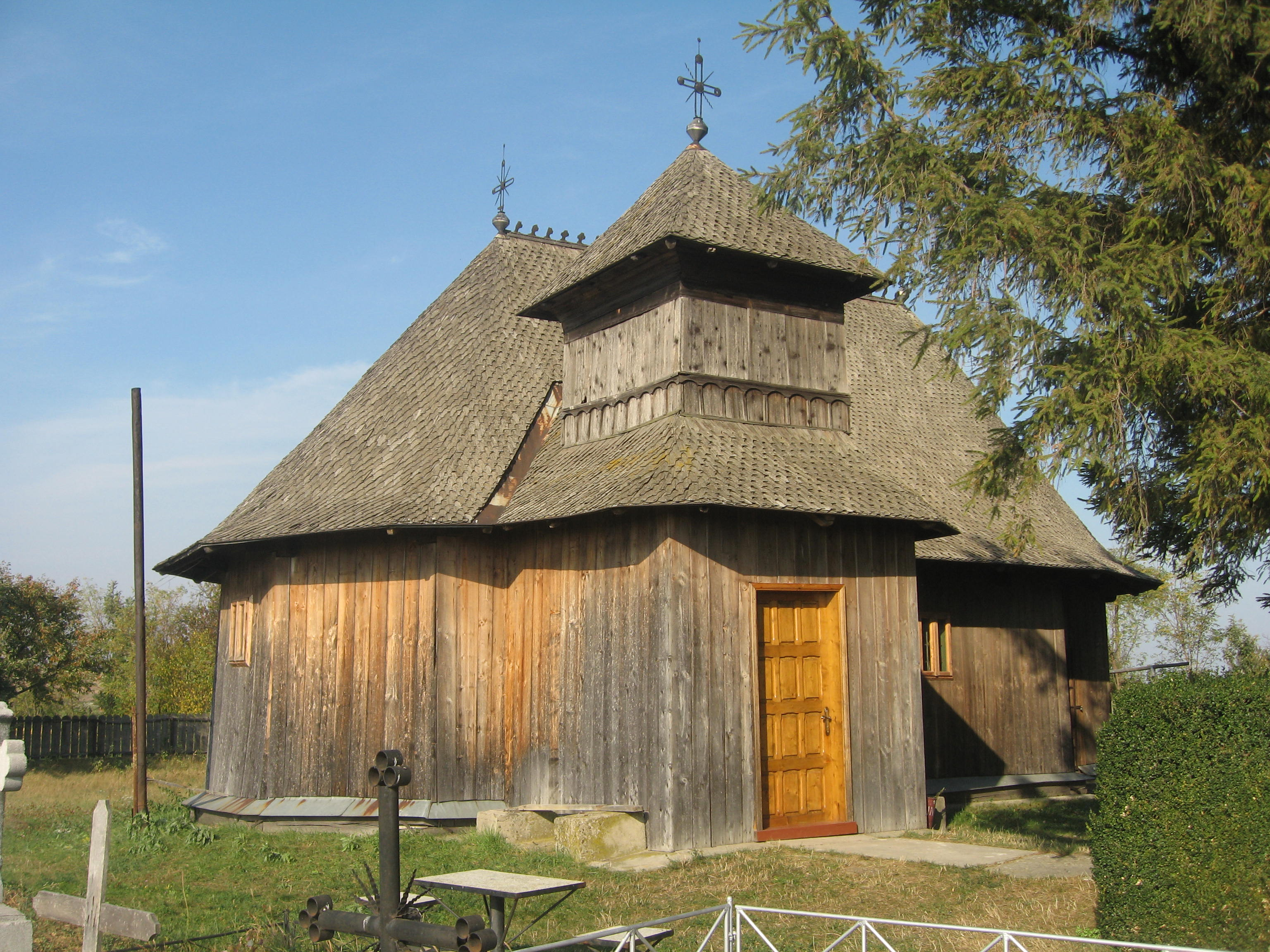
Biserica de lemn din Fedeleşeni.

Biserica de lemn cu hramul Sfântul Nicolae din Fedeleșeni a fost construită în anul 1747 în satul Fedeleșeni din comuna Strunga (aflată în județul Iași, la o distanță de circa 60 km de municipiul Iași). Ea se află localizată în centrul satului, înconjurată de cimitir.
Biserica de lemn din Fedeleșeni a fost inclusă pe Lista monumentelor istorice din județul Iași din anul 2015, având codul de clasificare cod LMI IS-II-m-B-04158. 

## Istoric
Prima atestare a satului Fedeleșeni datează din anul 1491 când se afla în stăpânirea urmașilor lui Bratu viteazul. În preajma anului 1617, marele vornic Nestor Ureche (ctitorul Mănăstirii Secu și tatăl cronicarului Grigore Ureche) stăpânea jumătate de sat. 
Biserica de lemn din Fedeleșeni a fost construită în anul 1747  ca biserică a Schitului Fedeleșeni. La data de 12 septembrie 1747, vornicul de poartă Nicolae Pilat închină schitul ca metoh al Episcopiei de Roman. 
În decursul timpului, biserica a fost reparată de mai multe ori, dar și-a păstrat proporțiile inițiale și arhitectura exterioară. 
Biserica dispune de o catapeteasmă cu icoane pictate la începutul secolului al XX-lea. Pe pereții din interiorul bisericii se află icoane foarte frumoase provenind din aceeași perioadă. 
În anul 1999 au fost realizate lucrări de reparații, fără a se interveni la structura originală din lemn. După mai bine de 10 ani, în 2002, specialiștii au constatat că lemnul căpriorilor și grinzilor șarpantei (elemente vizibile) este mâncat de carii. Ei au propus restaurarea în regim de urgență a bisericii și revenirea, pe cât este posibil, la detaliile de construcție și finisaj inițiale. S-a considerat necesar ca lemnul atacat de carii să fie tratat sau înlocuit.  În anul 2000 a fost construit un turn clopotniță, pe sub care se face accesul în curtea bisericii. 

## Arhitectura bisericii
Potrivit specialiștilor, biserica de lemn din Fedeleșeni are o deosebită valoare arhitecturală. 
Biserica de lemn din Fedeleșeni este construită din bârne masive de stejar, cioplite din material brut și îmbinate în cununi orizontale. În secolul al XX-lea, pereții de lemn au fost placați cu scândură nevopsită atât pe interior, cât și pe exterior. Lăcașul de cult este așezat pe o temelie din piatră. Acoperișul bisericii este din șindrilă, în patru ape. Biserica are dimensiuni medii: 13,50 m lungime, 5,30 m lățime și 2,48 m înălțimea până la streașină. 
Construcția are formă dreptunghiulară (de navă), cu un pridvor alipit pe latura de sud și cu altar poligonal. În interior, ea este compartimentată în 4 încăperi: pridvor, pronaos, naos și altar. De clădirea bisericii este adosat pe latura de sud un pridvor peste care se înalță turnul clopotniță de formă pătrată și acoperit cu învelitoare în patru ape. Pridvorul a fost la început deschis, dar în prezent este închis cu scânduri. Pronaosul este despărțit de naos prin stâlpi și schelet din lemn închis cu scânduri, lăsând trei goluri dreptunghiulare de acces. Pronaosul, naosul și altarul au bolți octogonale de dimensiuni diferite. 
Spațiul interior nu mai are detaliile inițiale ale prelucrării lemnului, fiind "simplificat" cu finisaje noi. 

## Imagini

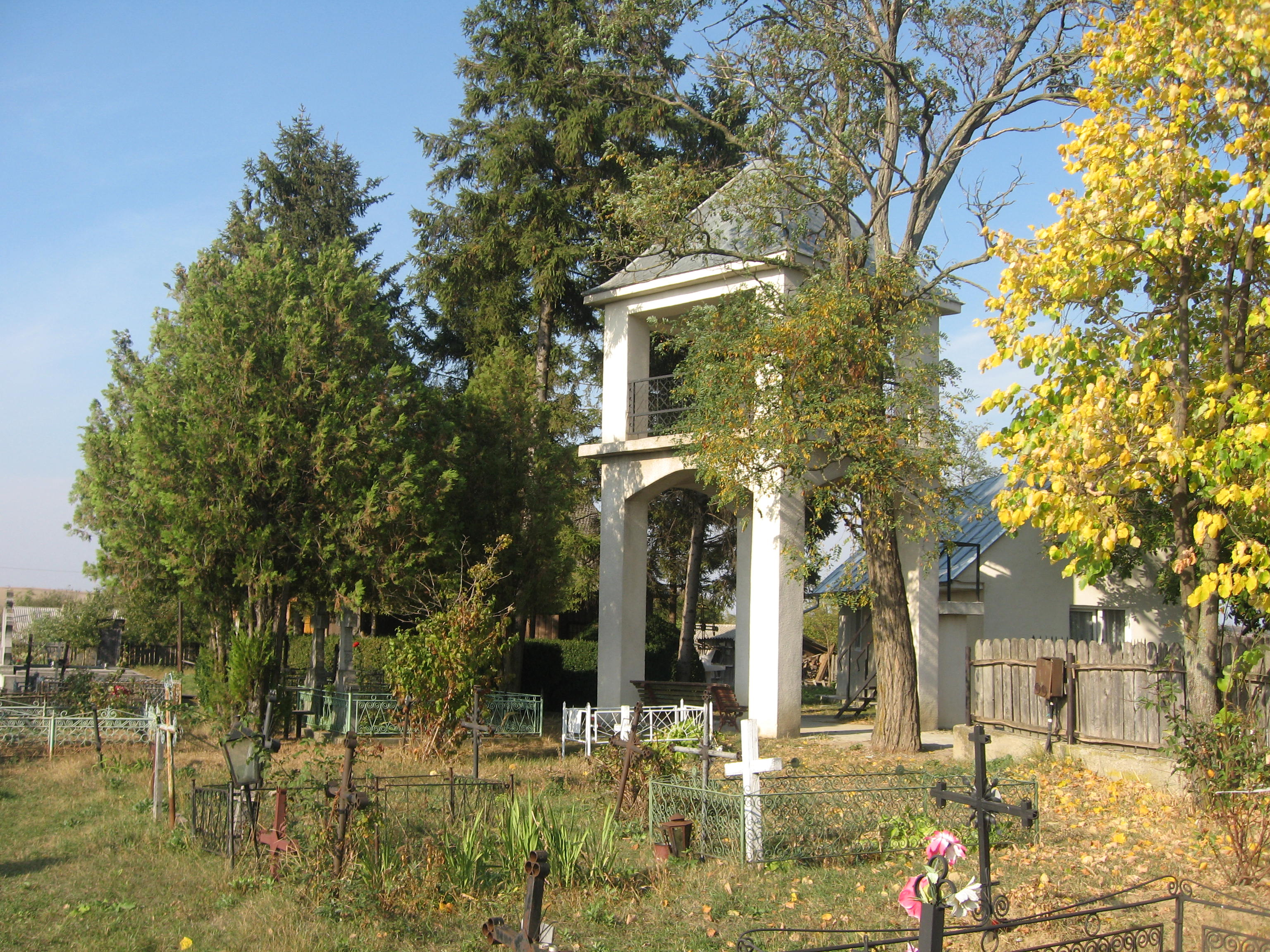
Biserica văzută de pe uliţa satului
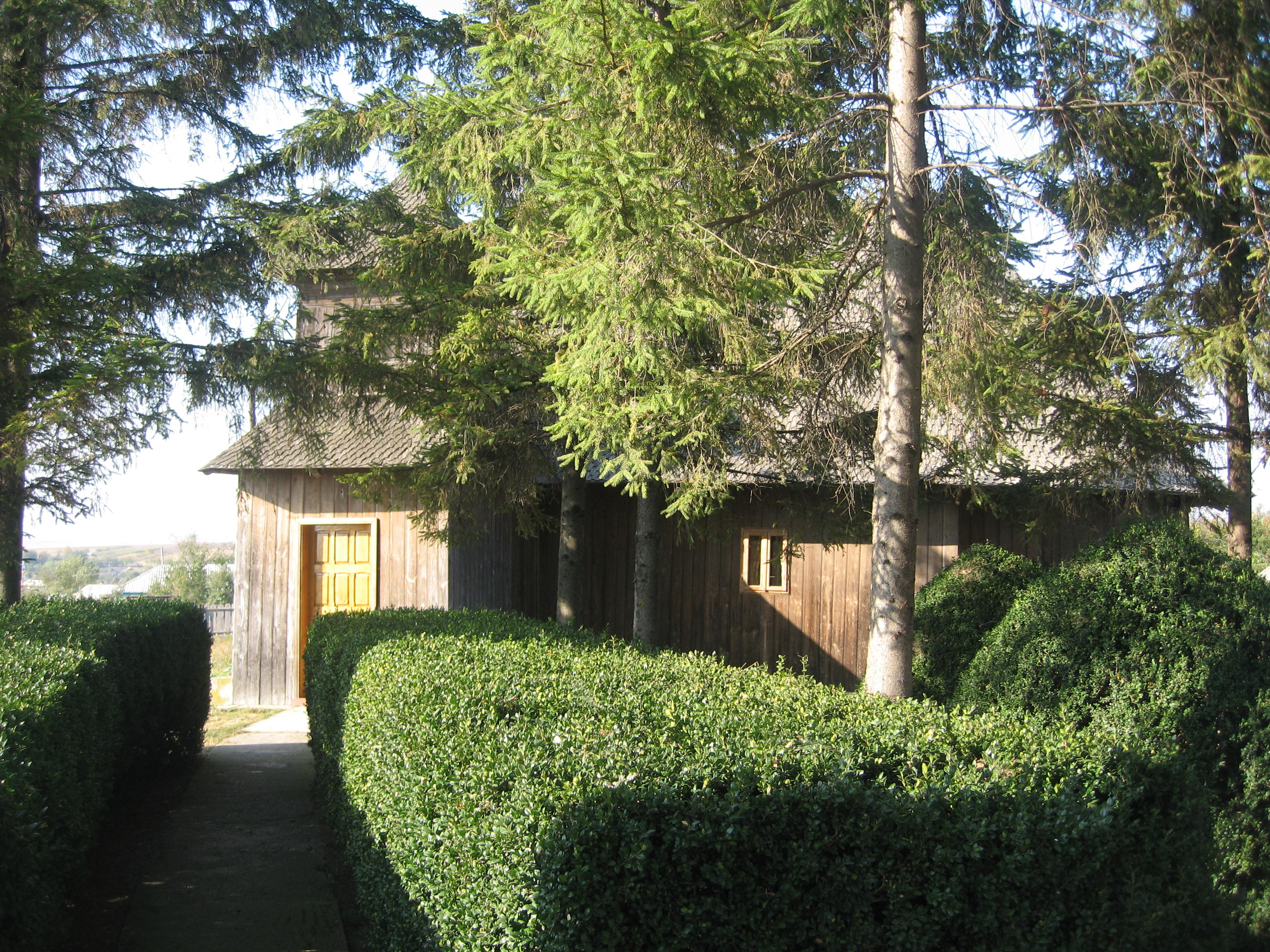
Biserica văzută dinspre intrarea în cimitir (latura de sud)
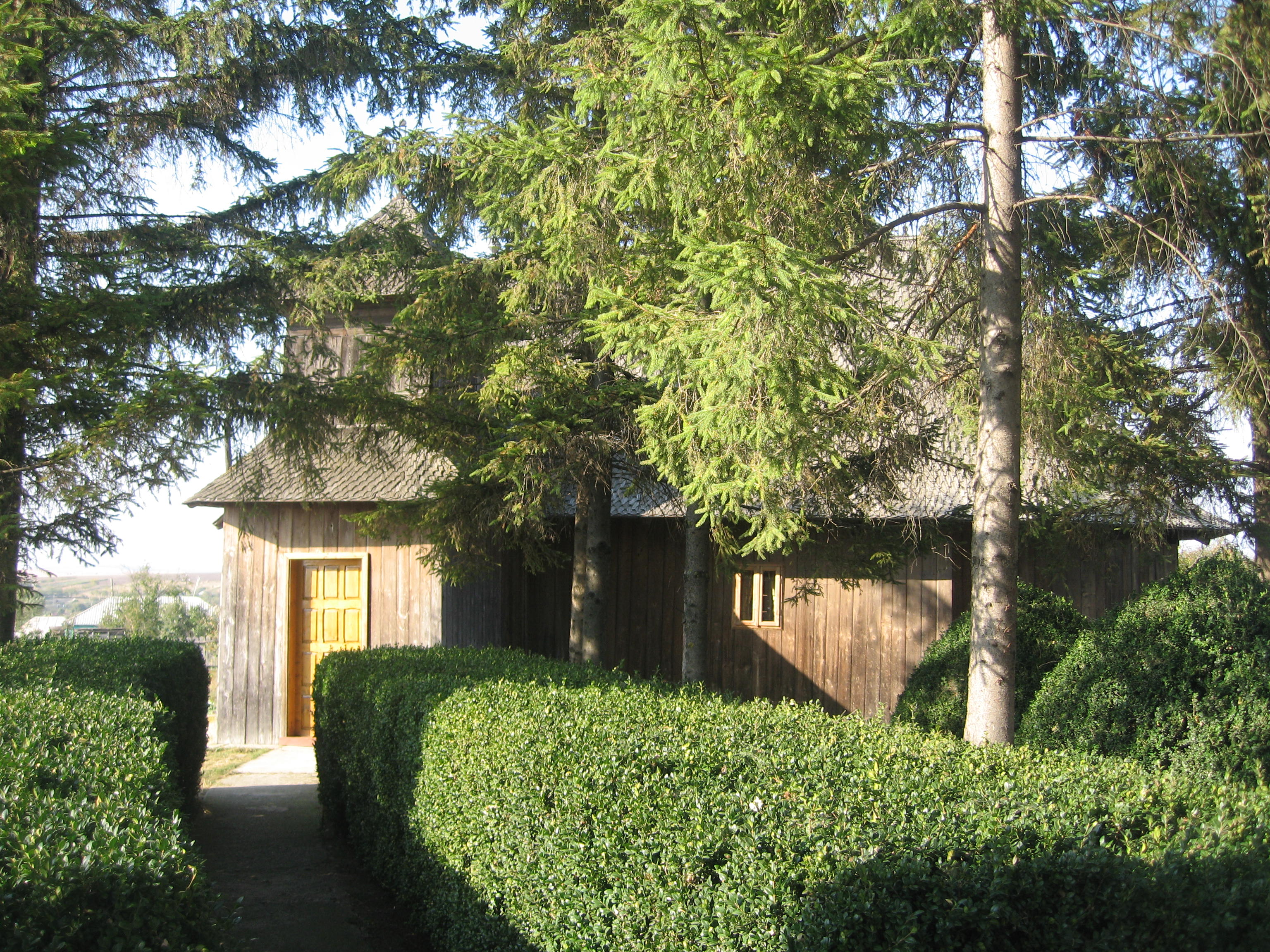
Biserica văzută dinspre intrarea în cimitir (latura de sud)
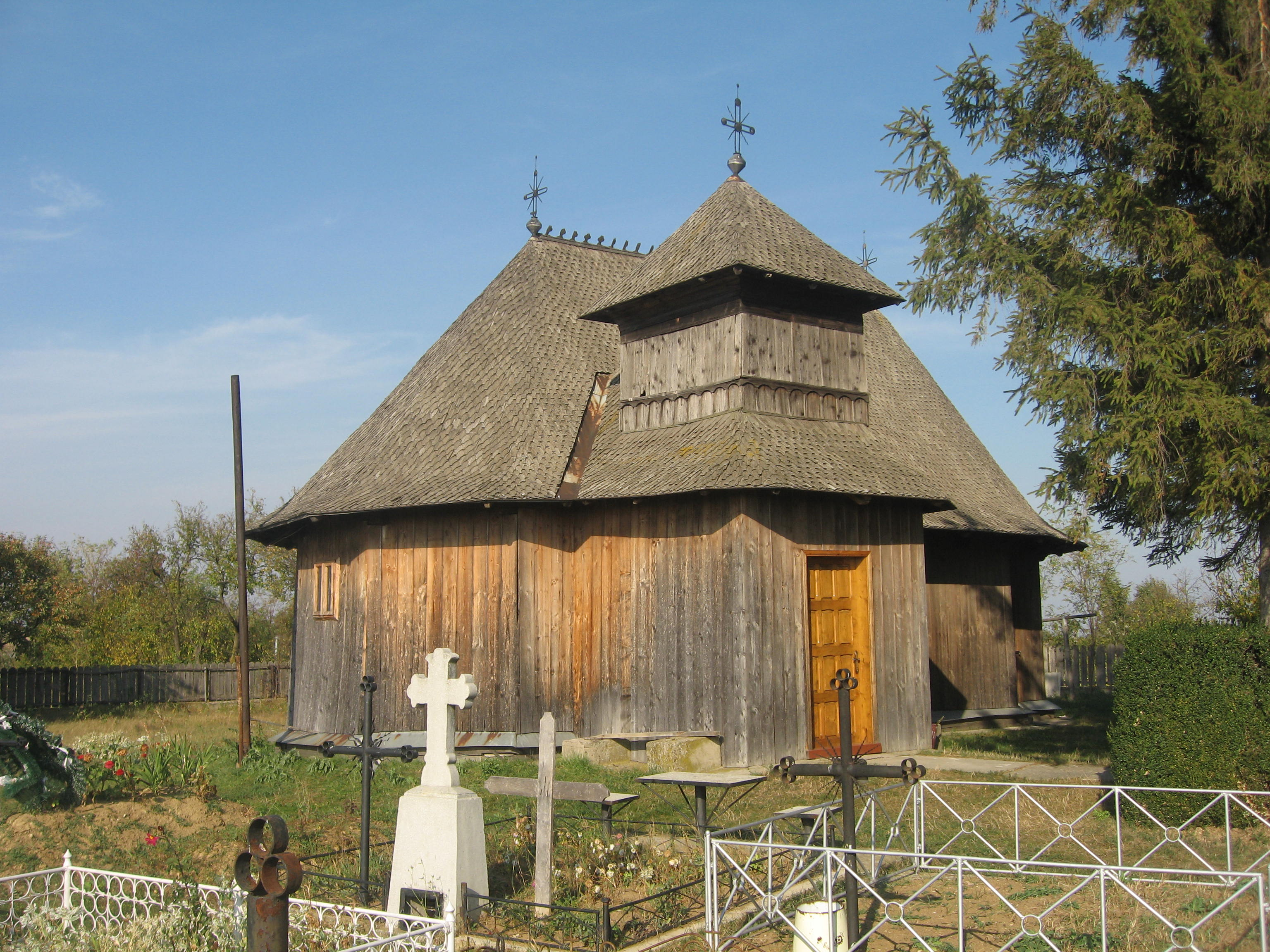
Biserica de lemn văzută de pe latura de sud-vest
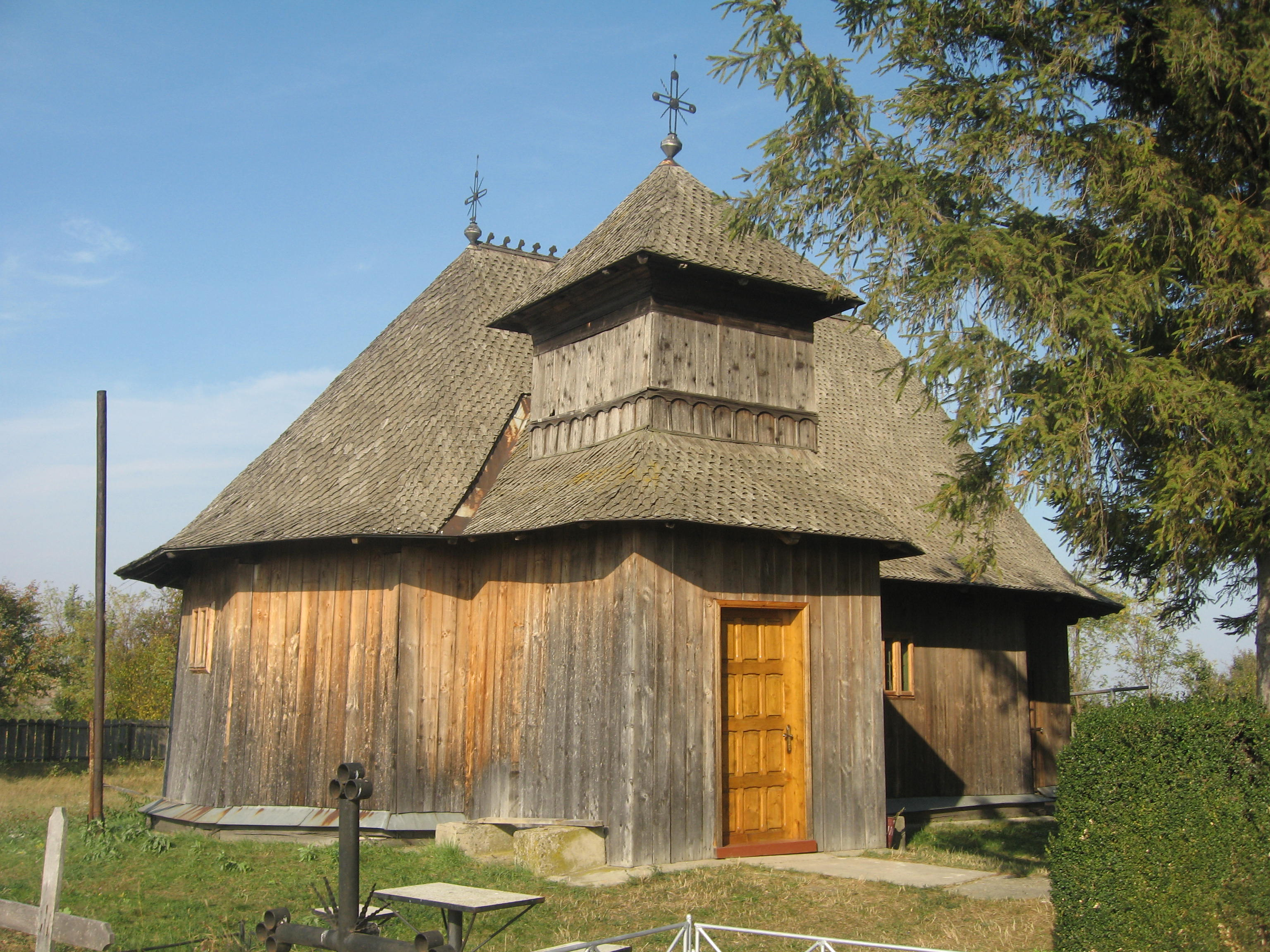
Biserica de lemn văzută de pe latura de sud-vest
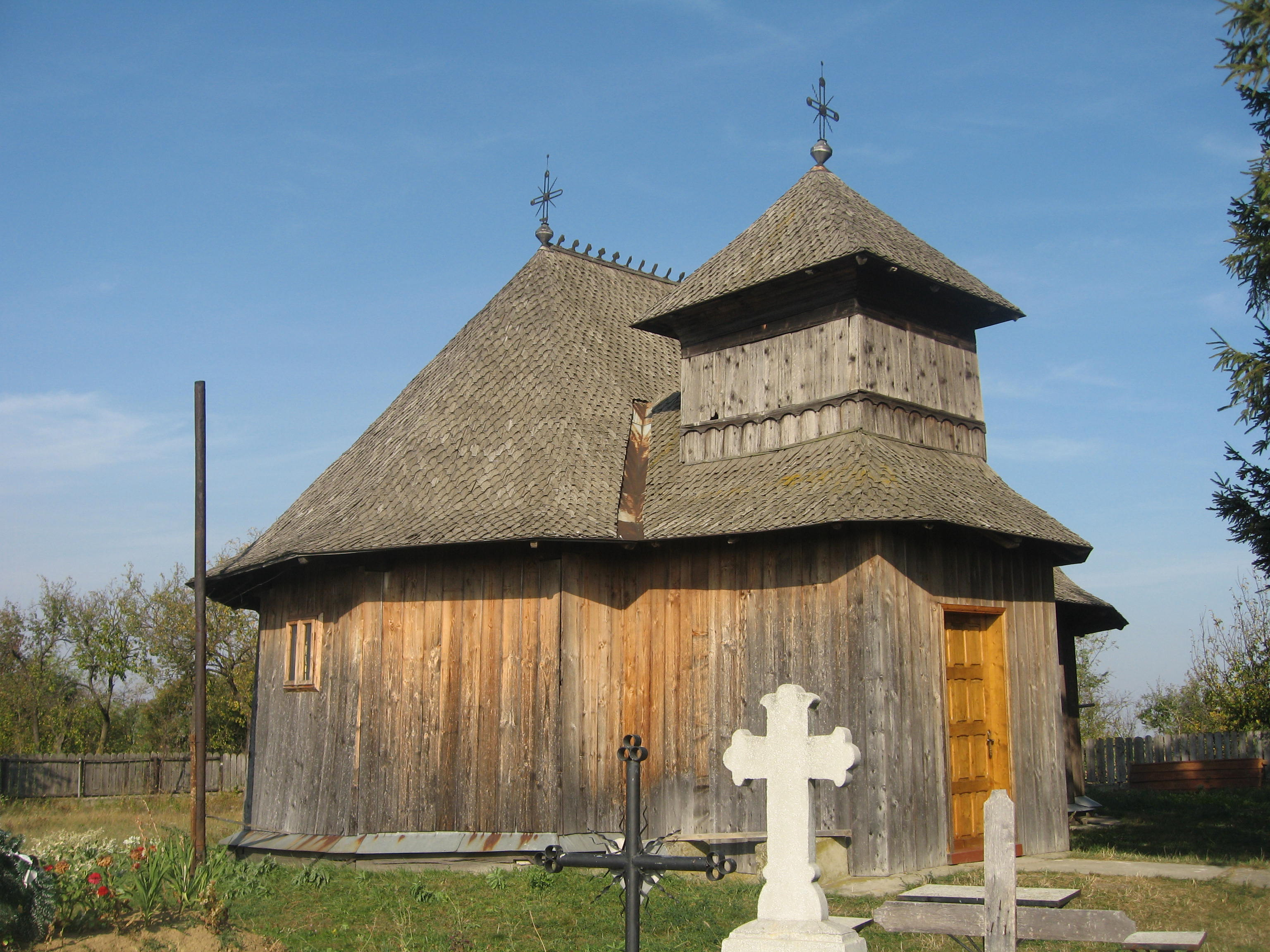
Biserica de lemn văzută de pe latura sudică
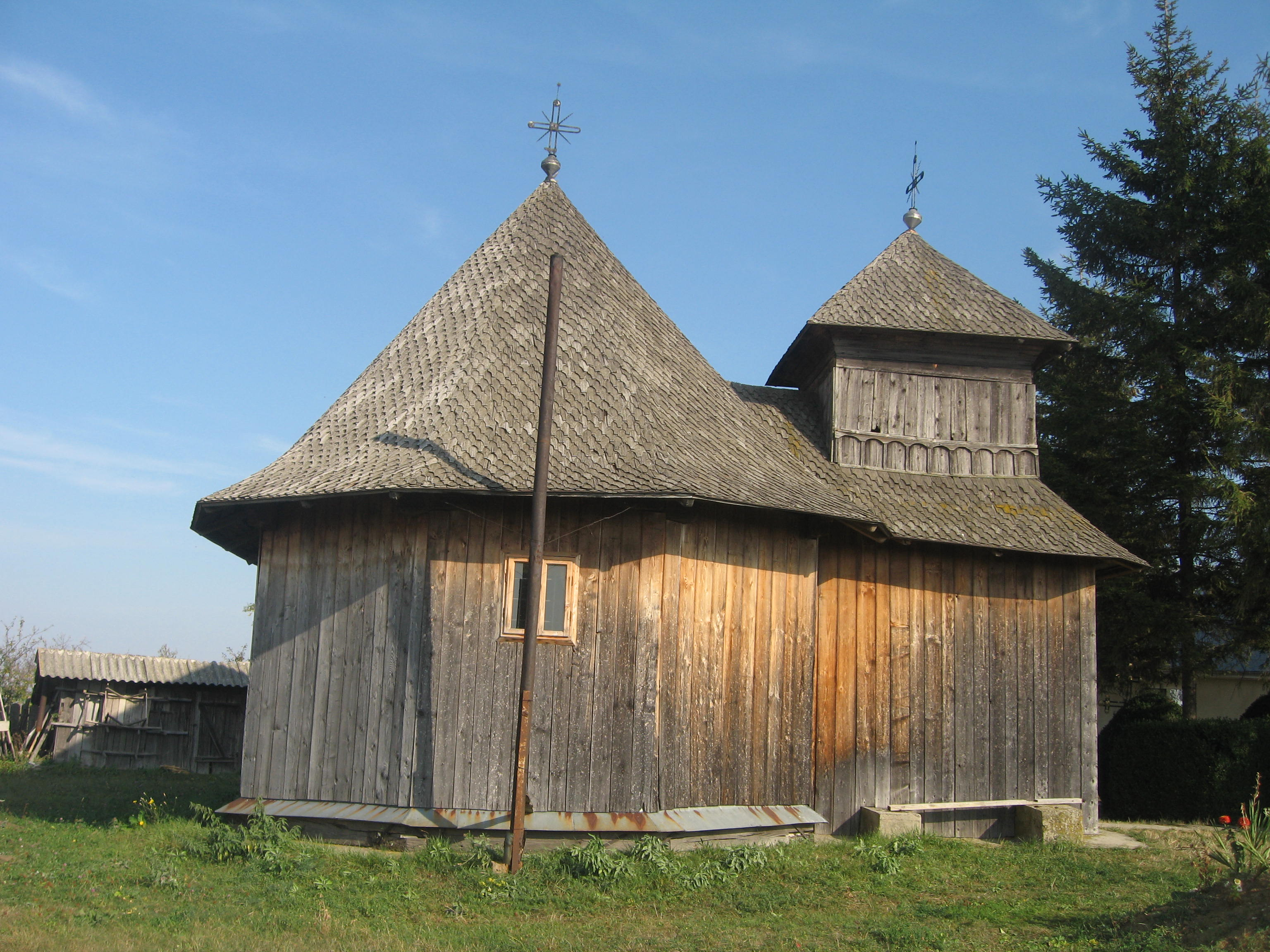
Biserica de lemn văzută de pe latura sudică
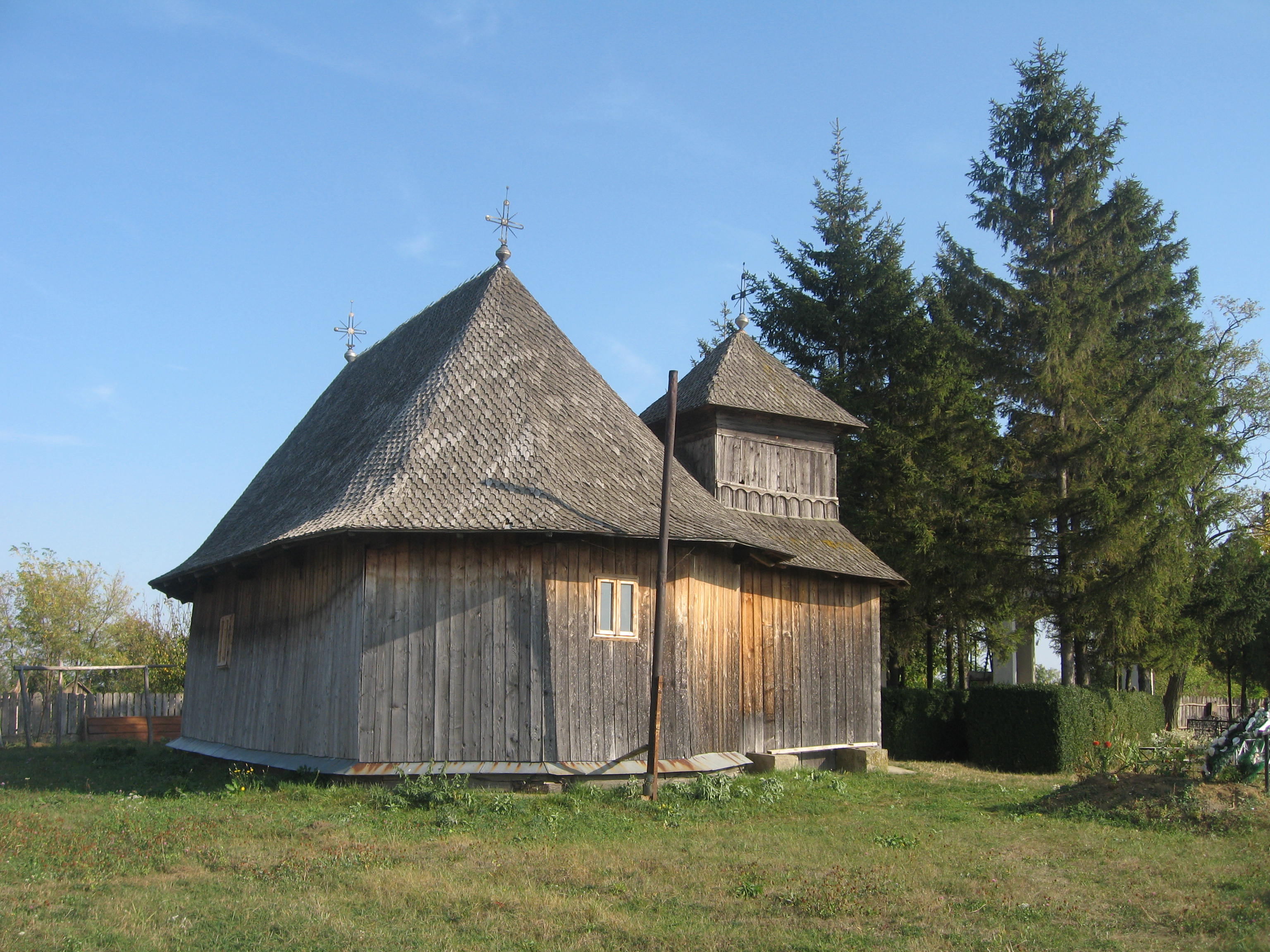
Biserica de lemn văzută de pe latura de nord-vest
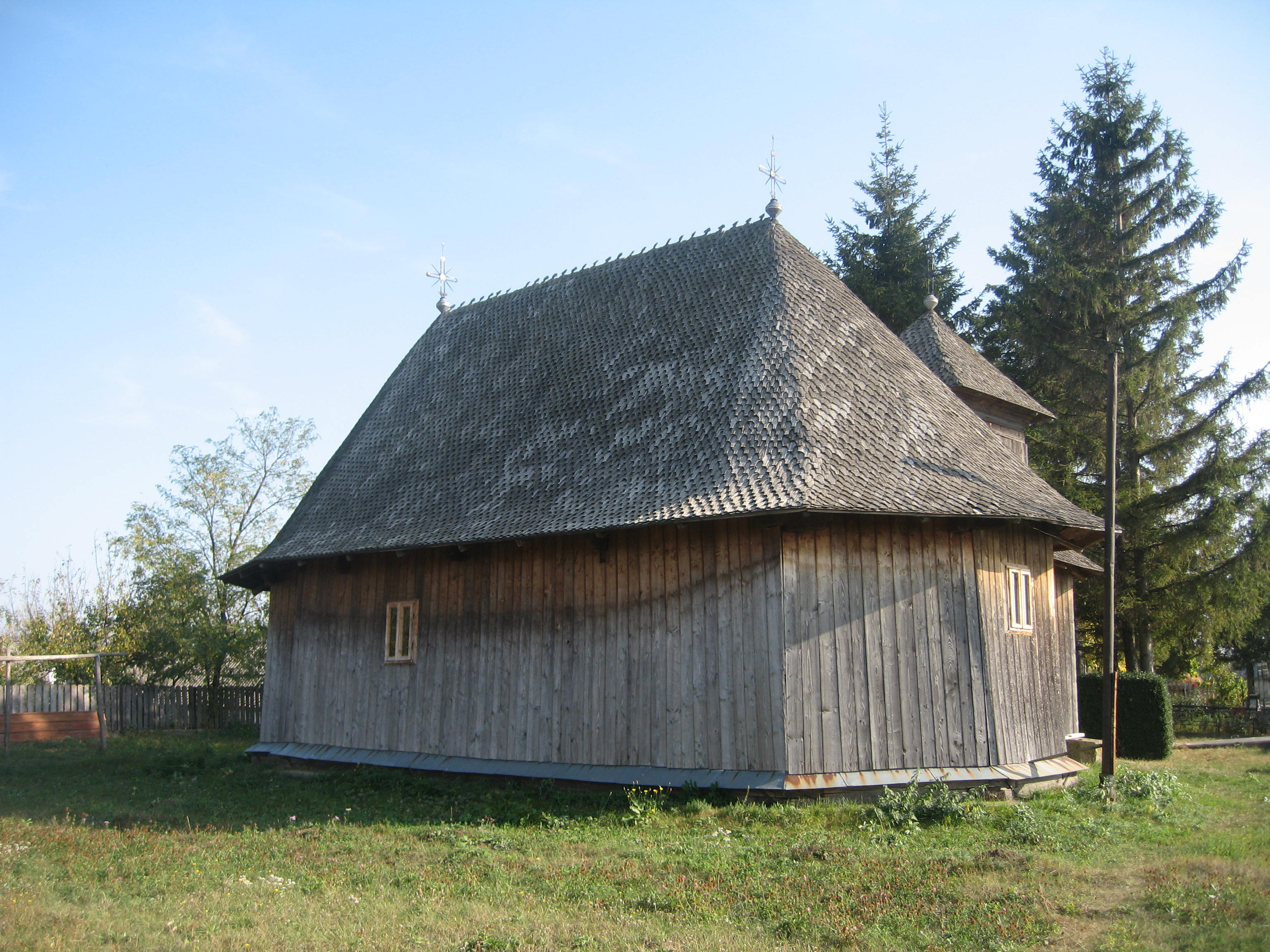
Biserica de lemn văzută de pe latura de nord-vest
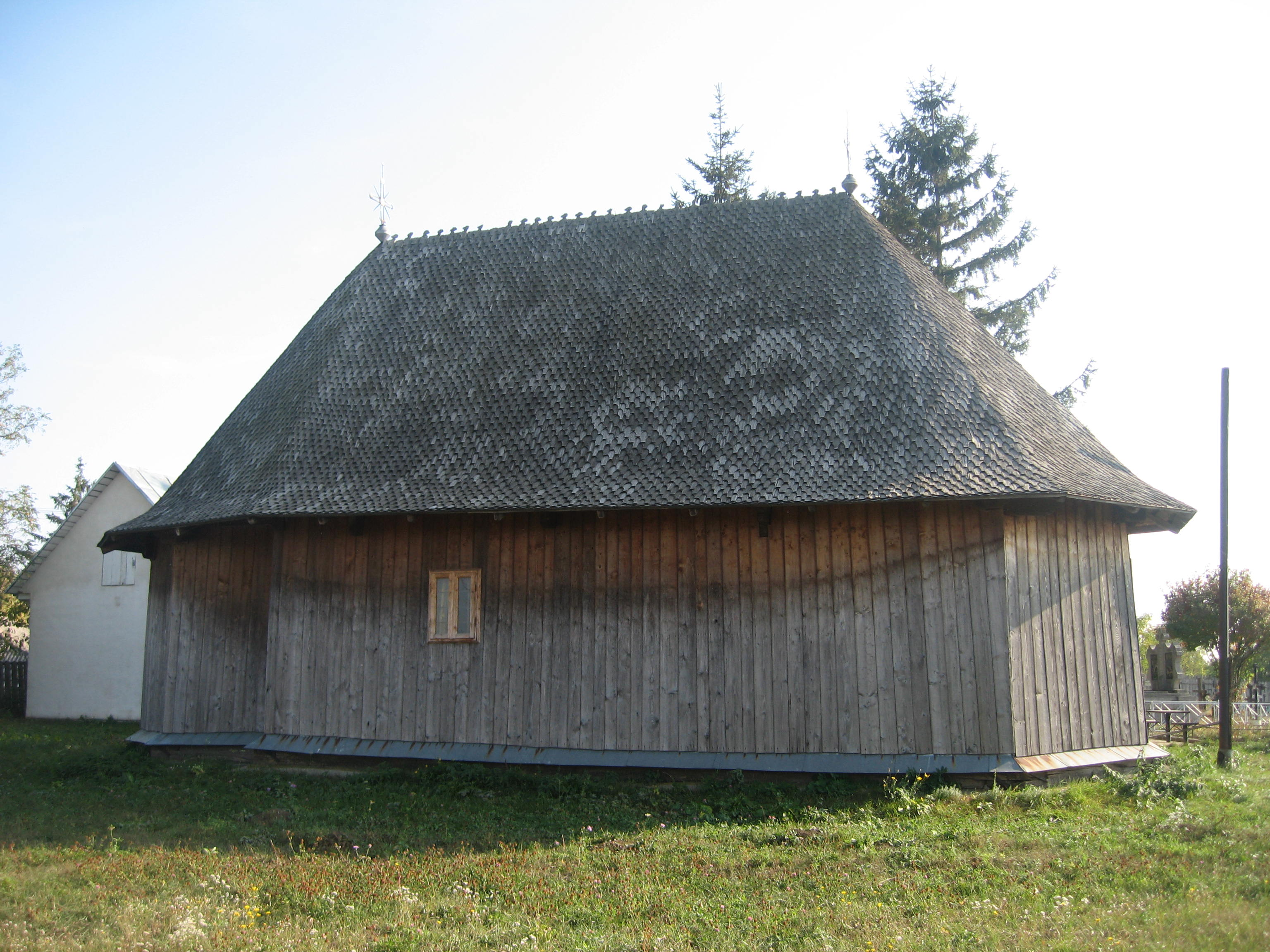
Biserica de lemn văzută de pe latura nordică
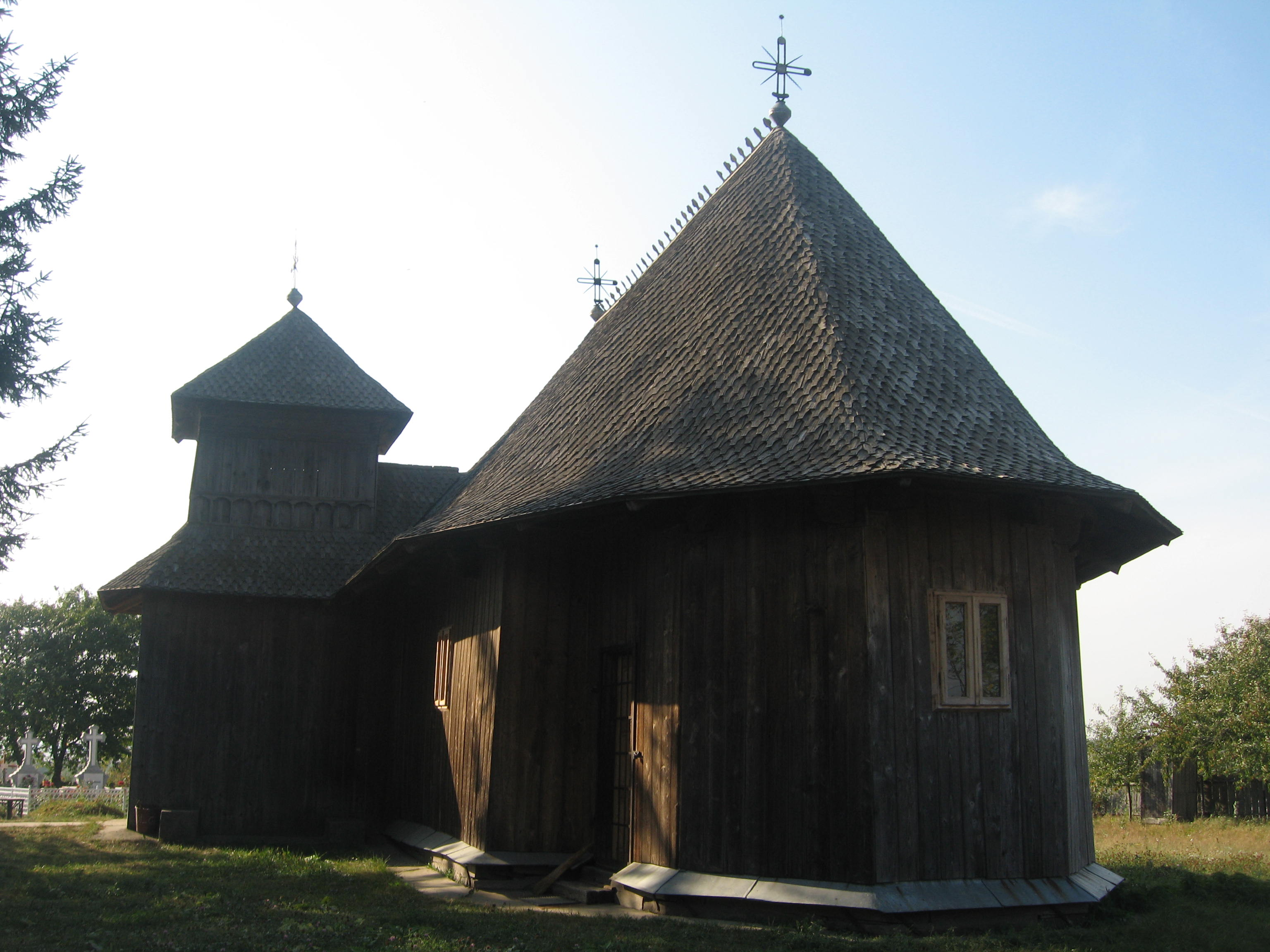
Absida altarului
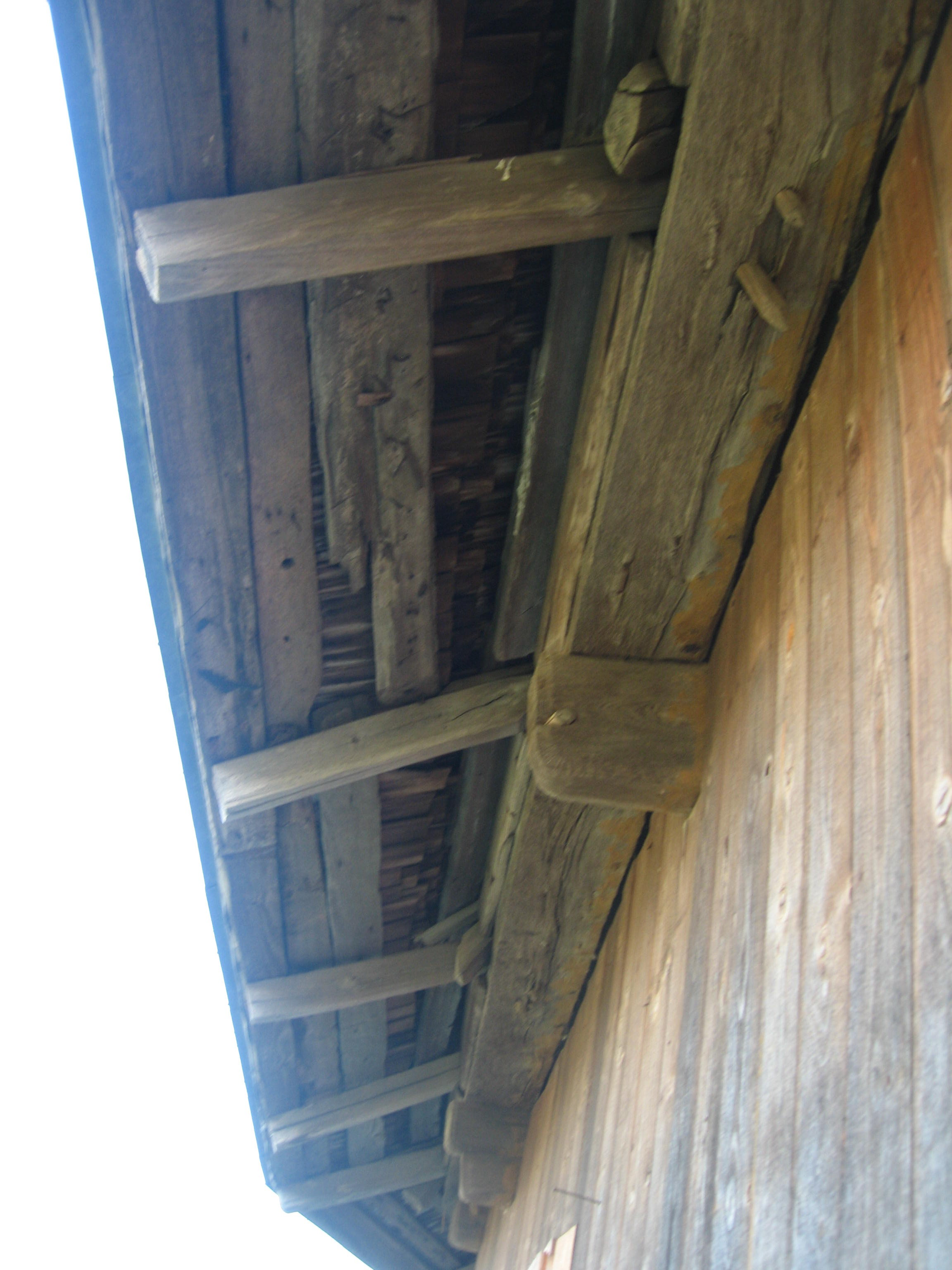
Cosoroabă
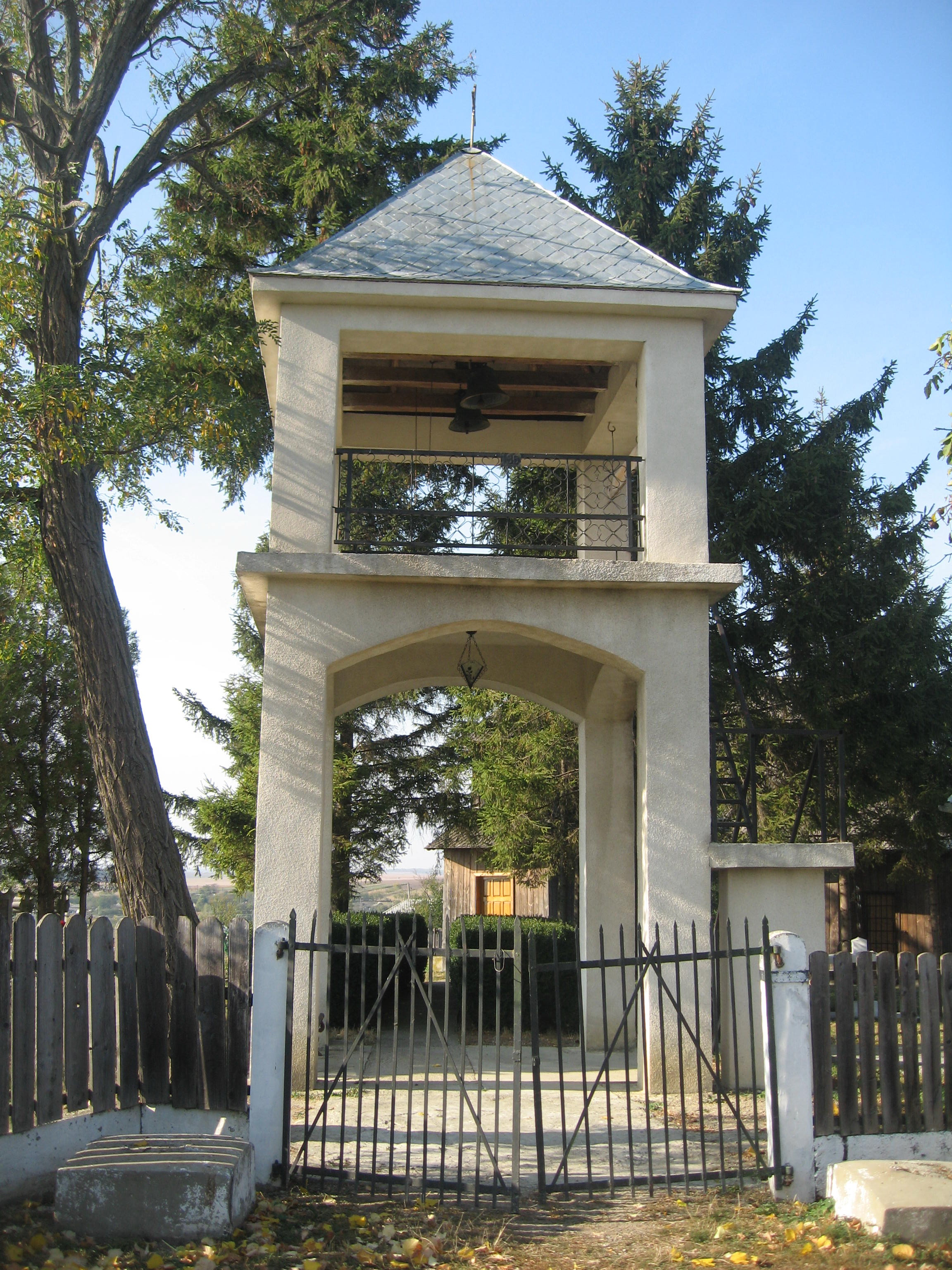
Clopotniţa